# Ford Zephyr
Ford Zephyr/Zodiac är en serie personbilar, tillverkad i fyra generationer av biltillverkaren Fords brittiska dotterbolag mellan 1950 och 1972.

## Mk I (1950-55)
Brittiska Fords systermodeller Consul och Zephyr presenterades på bilsalongen i London 1950. De markerade ett stort tekniksteg för konservativa Ford, som äntligen kunde erbjuda sina kunder moderniteter som toppventilsmotor, hydrauliska bromsar, individuell framvagnsupphängning med McPherson fjäderben samt självbärande kaross.
Ford byggde bara fyrdörrars sedaner, men fristående karossbyggare erbjöd alternativ som en herrgårdsvagn från Abbott och en cabriolet från Carbodies.

### Zephyr Six
Zephyr Six var en stor familjebil med en 2,3-liters sexcylindrig motor.

### Zephyr Zodiac
1954 kompletterades modellprogrammet med den lyxiga Zephyr Zodiac. Bilen skilde sig från sina billigare syskon genom mer omfattande utrustning, som tvåtonslack, vita däckssidor och mer påkostad interiör. Motorn hade högre kompressionsförhållande för högre effekt.
Versioner:
| Modell | Motor              | Cylindervolym | Effekt | Bränslesystem   |
| ------ | ------------------ | ------------- | ------ | --------------- |
| Zephyr | 6-cyl radmotor ohv | 2262 cm³      | 68 hk  | Enkel förgasare |
| Zodiac | 6-cyl radmotor ohv | 2262 cm³      | 71 hk  | Enkel förgasare |

## Mk II (1956–1961)
Den andra generationen hade nya, större karosser och större motorer. 1959 fick bilarna en uppdatering, med lägre taklinje och en ny instrumentbräda. Från 1961 fick bilarna skivbromsar på framhjulen.
Abbott och Carbodies fortsatte att erbjuda kombi- och cabriolet-varianter.

### Zephyr
Automatlåda infördes som extrautrustning.

### Zodiac
Zodiac marknadsfördes som ett eget modellnamn. Bilen särskildes ytterligare från de enklare modellerna genom egen utsmyckning av front- och akterparti.
Versioner:
| Modell        | Motor              | Cylindervolym | Effekt | Bränslesystem   |
| ------------- | ------------------ | ------------- | ------ | --------------- |
| Zephyr/Zodiac | 6-cyl radmotor ohv | 2553 cm³      | 85 hk  | Enkel förgasare |

## Mk III (1962–1965)
Den tredje generationen fick återigen nya karosser, men mycket av mekaniken var gemensam med företrädarna. Motorerna modifierades för högre effektuttag och bilarna fick fyrväxlad växellåda. Namnet Consul försvann och modellen ersattes av en fyrcylindrig Zephyr.
Abbott byggde sin kombi-modell även i Mk III-version.

### Zephyr 4
Zephyr 4 ersatte Consul-modellen. Automatlåda infördes som extrautrustning även till den fyrcylindriga motorn.

### Zephyr 6
Zephyr 6 skiljde sig från den fyrcylindriga modellen genom en större kylargrill, sexcylindrig motor, kraftigare bromsar, lägre numerisk utväxling i bakaxel m.m.

### Zodiac
Den lyxiga Zodiac särskildes mer än någonsin från syskonmodellerna, med helt egen utformning av bakdörrarna, taklinjen och bakpartiet. Interiören och instrumentbrädan var betydligt mer påkostad.
Tvärtemot den gängse uppfattningen delade Zodiac motor med systermodellen Zephyr. Den enda skillnaden var en något större förgasare, samt ett effektivare avgassystem.
De sista månaderna av produktionstiden, innan modellen ersattes av Mk IV, erbjöds även en fullutrustad Executive-version.
Versioner:
| Modell   | Motor              | Cylindervolym | Effekt | Bränslesystem   |
| -------- | ------------------ | ------------- | ------ | --------------- |
| Zephyr 4 | 4-cyl radmotor ohv | 1703 cm³      | 68 hk  | Enkel förgasare |
| Zephyr 6 | 6-cyl radmotor ohv | 2553 cm³      | 105 hk | Enkel förgasare |
| Zodiac   | 6-cyl radmotor ohv | 2553 cm³      | 109 hk | Enkel förgasare |

## Mk IV (1966–1972)
Den fjärde generationen var en helt igenom nykonstruerad bil och den mest okonventionella modell som byggts av brittiska Ford. Karossen var större än tidigare och bilen fick individuell hjulupphängning och skivbromsar runt om. Bilarna fick nya V-motorer, som var betydligt kortare än de radmotorer som använts på tidigare modeller. För att behålla bilens proportioner med lång motorhuv och ändå få ett stort bagageutrymme placerades reservhjulet i motorrummet, framför motorn. Kylluft till motorn togs in genom ett inlopp under stötfångaren.
Abbott byggde en kombi-version och Coleman Milne byggde en sjusitsig limousine.

### Zephyr 4
Fyrcylindriga Zephyr hade en tvåliters V-motor.

### Zephyr 6
Sexcylindriga Zephyr hade en V-motor på 2,5 liter.

### Zodiac
Zodiac var mer lik syskonmodellerna och utmärktes främst genom större trelitersmotor och annan kylargrill.

### Executive
Executive återkom i Mk IV-version som en fullutrustad Zodiac, med automatlåda, servostyrning och taklucka som standard, liksom mer påkostad interiör och instrumentbräda.
Versioner:
| Modell   | Motor             | Cylindervolym | Effekt | Bränslesystem   |
| -------- | ----------------- | ------------- | ------ | --------------- |
| Zephyr 4 | 4-cyl V-motor ohv | 1996 cm³      | 88 hk  | Enkel förgasare |
| Zephyr 6 | 6-cyl V-motor ohv | 2495 cm³      | 118 hk | Enkel förgasare |
| Zodiac   | 6-cyl V-motor ohv | 2994 cm³      | 145 hk | Enkel förgasare |